# Мало житно острво
Мало житно острво (мађ. Szigetköz, њем. Kleine Schüttinsel, слч. Malý Žitný ostrov) је острвска равница у Западној Мађарској, а дио је Мале мађарске равнице. Границе Малог житног острва су Дунав и његове притоке. Острво је дуго 52,5 километра, са просјечном ширином од 6 до 8 километара и површином од 375 квадратних километара, што га чини највећим острвом у Мађарској. Надморска висина острва се креће између 110 и 125 метара.